# Flugplatz Pakuba

i8
i11
i13
Der Flugplatz Pakuba (IATA-Code: PAF, ICAO-Code: HUPA) ist der Flugplatz des Ortes Pakuba im Distrikt Nwoya in Uganda.
Er wird von der Civil Aviation Authority of Uganda betrieben und ist einer von fünf Flugplätzen des Landes, von dem internationaler Verkehr zu den Nachbarländern der Ostafrikanischen Gemeinschaft erlaubt ist.

## Fluggesellschaften und Ziele
Pakuba wird täglich von Entebbe aus angeflogen.